# Welt-Rad
Welt-Rad is een Duits historisch merk van motorfietsen. 
De bedrijfsnaam was:  Metall-Industrie Schönebeck AG, Schönebeck.
Welt-Rad was van oorsprong een rijwielfabriek, maar maakte van 1901 tot 1907 ook motorfietsen, 3½pk-eencilinders en 6pk-V-twins.
In de jaren twintig kwam het bedrijf terug toen men motorfietsen ging bouwen onder de naam Rotter.